# تکنیک های ضد هرزنامه
برای جلوگیری از هرزنامه ایمیل (انبوه ایمیل ناخواسته) روش‌های ضد هرزنامه (به انگلیسی: Anti-spam techniques)مختلفی وجود دارد.
هیچ روشی راه حل کاملی برای مشکل هرزنامه نیست، و هر کدام دارای معاوضه‌هایی بین رد کردن نادرست ایمیل‌های قانونی در مقابل رد نکردن همه ایمیل‌های هرزنامه و هزینه‌های مربوط به زمان، تلاش و هزینه به اشتباه جلوگیری کردن از ایمیل‌های غیر هرزنامه است. روش‌های ضد هرزنامه به چهار دسته کلی تقسیم می‌شوند: روش‌هایی که نیاز به اقدامات فردی دارند، روش‌هایی که می‌توانند توسط مدیران سرویس‌های ایمیل به‌طور خودکار مدیریت شوند، روش‌هایی که می‌توانند توسط ارسال کنندگان ایمیل به‌طور خودکار مدیریت شوند و روش‌هایی که می‌توانند توسط محققان و اعمال کنندگان قانون مدیریت شوند. تعدادی تکنیک وجود دارد که افراد می‌توانند از آنها برای محدود کردن در دسترس بودن آدرس ایمیل خود استفاده کنند تا شانس دریافت هرزنامه را کاهش دهند.

## تکنیک‌های کاربر نهایی
شماری از تکنیک‌ها هستند که افراد برای دسترسی محدود به آدرس ایمیل استفاده می‌کنند با این هدف که شانس خود را برای دریافت اسپم کاهش دهند.

## احتیاط
اشتراک‌گذاری یک آدرس ایمیل فقط در میان گروه محدودی از گیرندگان یکی از راه‌های کم کردن شانس هدف قرار گرفتن آدرس توسط هرزنامه است. همچنین، هنگام ارسال پیام به تعدادی از گیرندگان که یکدیگر را نمی‌شناسند، آدرس‌های گیرنده را می‌توان درقسمت "BCC:"قرار داد تا هر گیرنده لیستی از آدرس‌های ایمیل گیرندگان دیگر دریافت نکند.

## خودداری کردن از پاسخ دادن به ایمیل‌های هرزنامه
توصیه رایج این است که به پیام‌های هرزنامه پاسخ ندهید، زیرا ارسال‌کنندگان هرزنامه ممکن است پاسخ‌ها را به‌عنوان تأییدیه معتبر بودن آدرس ایمیل در نظر بگیرند. همچنین، بسیاری از پیام‌های اسپم حاوی لینک‌ها و آدرس‌هایی است که کاربر خودش تصمیم می‌گیرد آن آدرس را از لیست اسپم‌ها خارج کند. در برخی از موارد حمله‌کننده‌های اسپم این لینک‌ها را امتحان می‌کنند که حاوی اطلاعاتی باشند که امکان حذف آن توسط کاربر کم شود. آدرس‌های فرستنده اغلب در پیام‌های هرزنامه جعل می‌شوند، به طوری که پاسخ به هرزنامه ممکن است منجر به تحویل ناموفق شود یا به کاربرانی بی‌گناه که آدرس‌های آن‌ها مورد سوءاستفاده قرار گرفته، برسد.

## فرم‌های تماس
شرکت‌ها و افراد گاهی اوقات با درخواست برای تماس از طریق «فرم تماس» در یک صفحه وب که معمولاً اطلاعات را از طریق ایمیل فوروارد می‌کند، اجتناب می‌کنند. گاهی اوقات این برای کاربران ناخوشایند است، زیرا آنها قادر به استفاده از سرویس گیرنده ایمیل ترجیحی خود نیستند و معمولاً در مورد مشکلات تحویل مطلع نمی‌شوند. در برخی موارد فرم‌های تماس نیز پیام را به آدرس ایمیل داده شده توسط کاربر ارسال می‌کنند. این باعث می‌شود تا از فرم تماس برای ارسال هرزنامه استفاده شود، که ممکن است پس از گزارش هرزنامه و قرار گرفتن IP ارسال در لیست سیاه، با مشکلات تحویل ایمیل از سایت مواجه شود.

## غیرفعال کردن HTML در ایمیل
بسیاری از برنامه‌های پست الکترونیکی مدرن دارای قابلیت مرورگر وب مانند نمایش HTML, URLها و تصاویر هستند. اجتناب یا غیرفعال کردن این ویژگی کمکی به جلوگیری از هرزنامه نمی‌کند. با این حال ممکن است برای جلوگیری از برخی مشکلات مفید باشد: تصاویر توهین آمیز، لینک‌های مبهم، ردیابی شدن توسط باگ‌های وب، هدف قرار گرفتن توسط جاوا اسکریپت یا حمله به آسیب‌پذیری‌های امنیتی در رندر HTML. کلاینت‌های ایمیلی که HTML، تصاویر یا پیوست‌ها را به‌طور خودکار دانلود و نمایش نمی‌دهند، خطرات کمتری دارند.

## آدرس‌های ایمیل یک بار مصرف
یک کاربر ایمیل ممکن است گاهی اوقات نیاز به دادن آدرس به یک سایت بدون اطمینان کامل به این که صاحب سایت برای کاربر هرزنامه ارسال نمی‌کند، داشته باشد. یکی از راه‌های کاهش خطر ارائه یک آدرس ایمیل یکبار مصرف است. آدرس‌ها را می‌توان به صورت دستی غیرفعال کرد، همچنین آدرس می‌تواند پس از یک بازه زمانی معین منقضی شود، یا می‌تواند پس از ارسال تعداد معینی از پیام‌ها منقضی شود. آدرس‌های ایمیل یکبار مصرف می‌توانند توسط کاربران برای ردیابی اینکه آیا صاحب سایت آدرسی را فاش کرده‌است یا نقض امنیتی داشته‌است استفاده شوند.

## رمزهای ham
سیستم‌هایی که از «گذرواژه‌های ham» استفاده می‌کنند از فرستنده‌های ناشناس می‌خواهند که رمز عبوری را در ایمیل خود وارد کنند که نشان می‌دهد پیام ایمیل یک پیام «ham» (نه هرزنامه) است. معمولاً آدرس ایمیل و رمز عبور در یک صفحه وب شرح داده شده و رمز عبور Ham در خط موضوع پیام ایمیل یا اضافه کردن به «نام کاربری» بخشی از آدرس ایمیل با استفاده از روش اضافه کردن آدرس استفاده می‌شود.
رمزهای عبور Ham اغلب با سیستم‌های فیلتر ترکیب می‌شوند که تنها پیام‌هایی را که خود را "ham" معرفی کرده‌اند، از طریق آن ارسال کنند.